# Nadbišec
Nadbišec is een plaats in Slovenië en maakt deel uit van de gemeente Lenart in de NUTS-3-regio Podravska. De plaats telde 85 inwoners op 1 januari 2020.